# Кирило
Кири́ло (грец. Κύριλλος) — чоловіче ім'я давньогрецького походження. Із грецької Κύριλλος перекладається як «пан», «владика». У перській мові є подібне слово, що означає «сонце».
Розмовні форми: Кирилко, Кіра.
Гібридні форми в Україні: Кирил, Кіріл, Киріл, Цириль.
Прізвища, що походять від імені Кирило: Кириленко, Кирилюк, Кириляк, Кирилів, Кирилишин, Кирилець, Кирилецький, Кирилов, Кириличев, Кириловичев, Кирильченко, Кирильчук, Кирилін.
Іноземна форма імені: Cristian, англійське чоловіче ім'я європейського походження, відповідає українському імені грецького походження Кирило. Іноді також згадується, як Christopher.

## Іменини
21 січня, 17 лютого, 18 березня, 28 квітня, 11 травня, 27 червня, 20 листопада.

## Іншомовні аналоги
| англійська | Cyril              |
| білоруська | Кірыл              |
| болгарська | Кирил              |
| грецька    | Κύριλλος           |
| іспанська  | Cirilo             |
| італійська | Cirillo            |
| литовська  | Kirilas            |
| німецька   | Kyril(l), Cyril(l) |
| польська   | Cyryl              |
| російська  | Кирилл             |
| румунська  | Chiril             |
| угорська   | Cirill, Kirill     |
| французька | Cyrille, Cyril     |
| хорватська | Ćiril              |
| чеська     | Cyril              |

## Відомі особи на ім'я Кирило

### Святі

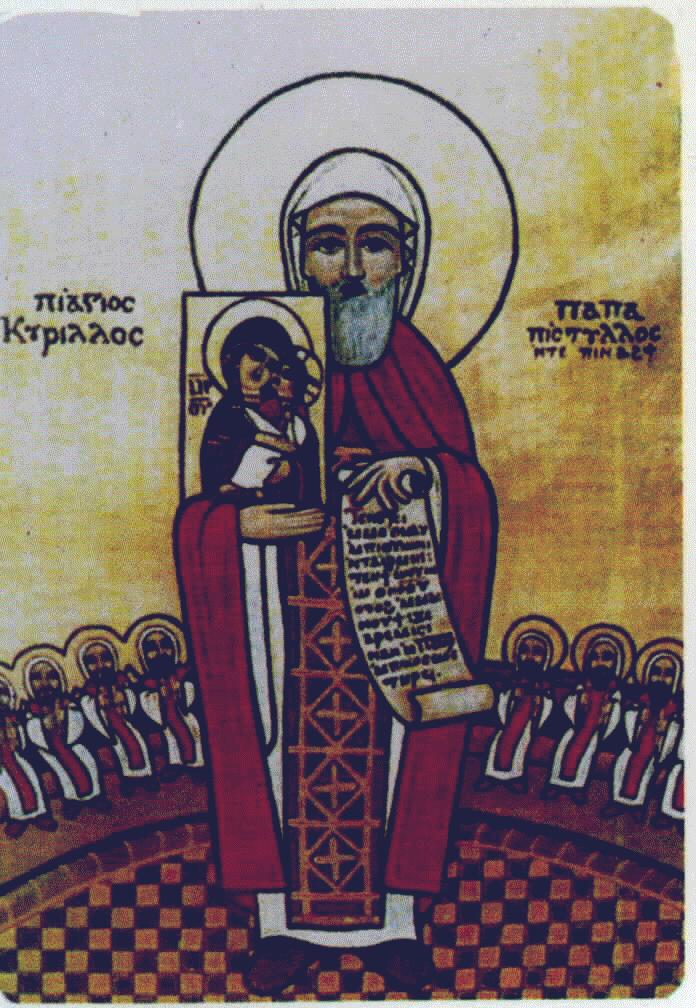
Кирило Александрійський, святитель, патріарх Александрійський, борець за православ'я

- Кирило Александрійський — святитель, патріарх Александрійський, борець за православ'я, один з найосвіченіших людей свого часу, плідний богослов, чернець-подвижник і один з Отців церкви
- Кирило Білозірський — релігійний діяч, преподібний Російської церкви
- Кирило Єрусалимський — християнський святий, Єрусалимський патріарх
- Кирило Туровський — єпископ Турівський, мислитель, блискучий проповідник (збереглося близько 10 проповідей), автор багатьох повчань, урочистих Слів і молитовних текстів

### Інші особи

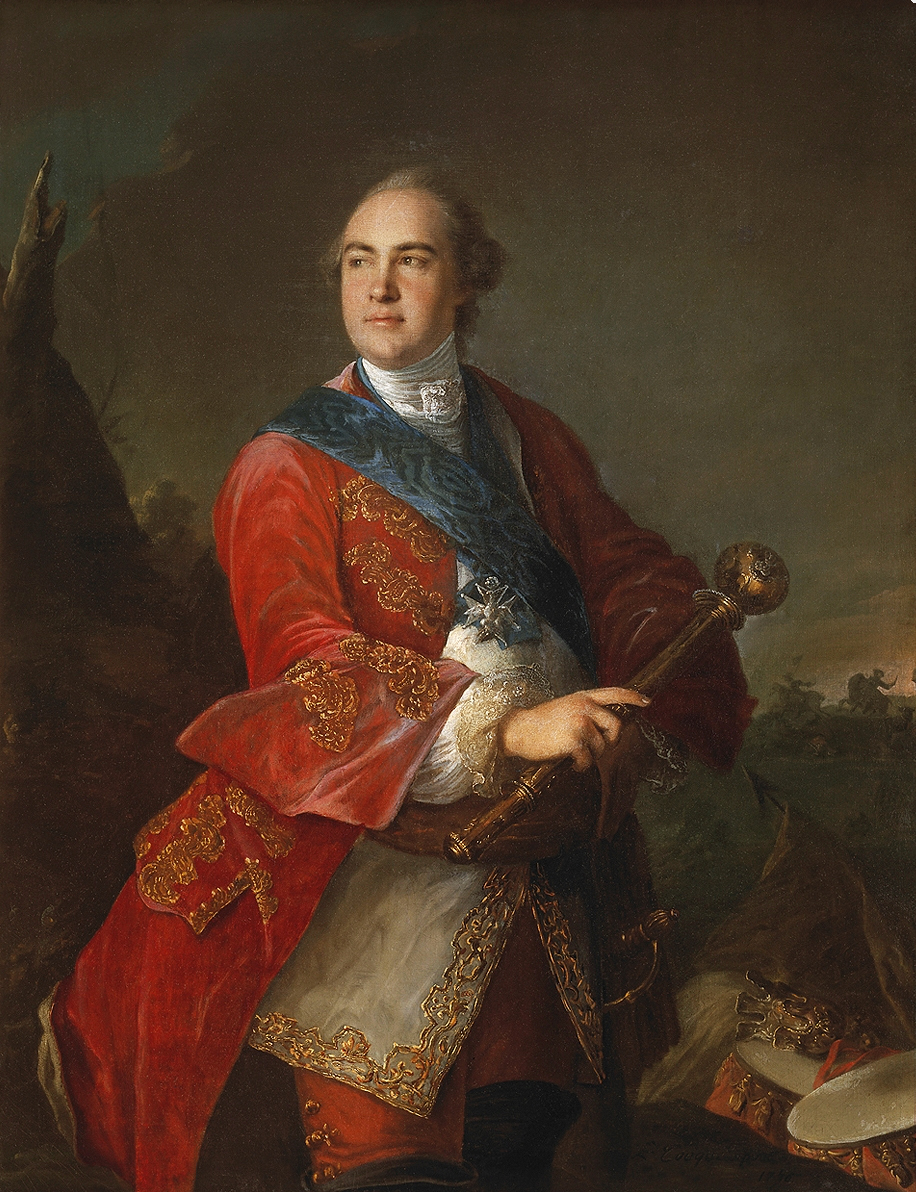
Кирило Розумовський, український військовий, політичний і державний діяч. Останній гетьман Війська Запорозького, голова козацької держави на Лівобережній Україні (1750–1764)

- Кирило — брат Мефодія, македонський слов'янський просвітитель та проповідник християнства, творець слов'янської азбуки, перший перекладач богослужбових книг слов'янською мовою
- Кирило Розумовський — український військовий, політичний і державний діяч. Останній гетьман Війська Запорозького, голова козацької держави на Лівобережній Україні (1750–1764)
- Кирило Стеценко — український композитор, хоровий диригент і музично-громадський діяч
- Кирило Трильовський — Громадсько-політичний діяч, основоположник і один із засновників Української радикальної партії, засновник «Січей», голова Бойової управи УСС, член Національної Ради ЗУНР
- Кирило Осьмак — діяч Української Центральної Ради, діяч ОУН, Президент Української Головної Визвольної Ради
- Кирило Селецький — відомий священик Перемишльської Єпархії УГКЦ, заснував перші два жіночі апостольські монаші згромадження в Галичині
- Кирило Москаленко — український радянський військовий діяч, Маршал Радянського Союзу (1955), двічі Герой Радянського Союзу (1943, 1978), Герой ЧССР (1969)
- Кирило Куликов — український політик, член ПП «Вперед, Україно!»; депутат ВР України, член фракції Блоку «Наша Україна — Народна самооборона» (з 11.2007), член Комітету з питань бюджету (з 12.2007)
- Кирик Ружинський — князь, отаман Запорозької Січі, черкаський підстароста.
- Кирило (Білан) — єпископ УПЦ (МП)
- Кирило Буданов - український воєначальник, начальник Головного управління розвідки Міністерства оборони України.

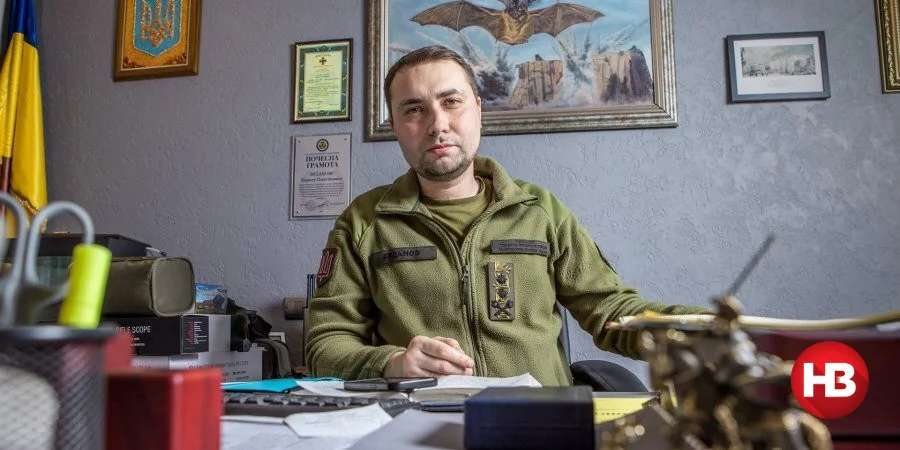
Кири́ло Олексі́йович Буда́нов — український воєначальник, начальник Головного управління розвідки Міністерства оборони України, генерал-лейтенант.

### Персонажі
- Кирило Кожум'яка — образ українського богатиря-змієборця з героїко-фантастичної казки, поширеної в Україні з часів Київської Русі

Кирило Тур — один з героїв твору Пантелеймона Куліша "Чорна рада", козак-запорожець.